# Варжало, Тадеуш Мечиславович
Варжало Тадеуш Мечиславович (10 июня 1922, Старый Солотвин, Волынская губерния — 7 августа 2015, неизвестно) — советский и украинский актёр, художник и режиссёр театра кукол. Заслуженный артист РСФСР (1968). Основатель кукольной династии.

## Биография
Родился 10 июня 1922 года в селе Старый Солотвин (ныне Бердичевского района Житомирской области). Работал пастухом.
В 1939 году окончил школу радистов-киномехаников в городе Сталино. Участник Великой Отечественной войны с 1941 года, мобилизован на строительство и восстановление стратегических железных дорог (Ульяновск, Сызрань, Армавир, Тихорецкая, Павловская, Омск).
В 1946 году, по запросу областного отдела культуры, направлен в Омский театр кукол: в 1946—1972 годах — заведующий художественно-постановочным отделом театра, механик кукол.
В 1972—1977 годах — актёр, сценограф в Брянском театре кукол.
В 1977—1979 годах — актёр в Криворожском городском театре кукол.
С 1979 года — в Херсонском театре кукол: режиссёр, актёр, художник, конструктор кукол.
В 2005 году вышел на пенсию, работал конструктором кукол. Умер 7 августа  в 2015 году.

### Семья
- Супруга, Анастасия Трифоновна Варжало (в девичестве — Кулишёва) — артистка и режиссёр театра кукол.
- Дочь, Елена Тадеушевна Борисова[1] — артистка театра кукол.
- Внучка, Полина Борисова[2] — артистка театра кукол.

## Творческая деятельность
На театральной сцене воплотил более 375 ролей, создал более 400 кукол.
- «Звёздный мальчик» по О. Уайльду — дровосек, стражник;
- «Аленький цветочек» Л. Браусевич по одноимённой сказке С. Аксакова — Антон, Баба-Яга (также режиссёр);
- «Дед Мороз» М. Шуринова — Дед Мороз, медведь, зайка (также режиссёр);
- «Котофей Иванович» Е. Черняка (также режиссёр);
- «Клякса и плакса» М. Туровера, Я. Мирсакова (также режиссёр);
- «Большой Иван» С. Преображенского — Большой Иван;
- «Мальчиш-Кибальчиш» Н. Давыдовой — главный буржуин;
- «Сказка об Иване-царевиче и сером волке» Н. Надеждиной-Елиневской — Иван-царевич;
- «Чёртова мельница» И. Штока — Люциус;
- «Золотой ключик, или приключение Буратино» Е. Борисовой — Карабас-Барабас;
- «Кот в сапогах» Г. Владычиной — король;
- «Золушка» Т. Габбе — принц, придворный историк, шут;
- «Руслан и Людмила» А. С. Пушкина — Руслан;
- «Самый большой друг» С. Прокофьевой —  Собака Короткий Хвост, Крокодил;
- «Очарованная сабля» Л. Браусевич — солдат;
- «Сказка про Иван-строителя» М. Волынца, З. Кисляковой — царь.

## Награды
- Заслуженный артист РСФСР (4 апреля 1968).

## Память
- Театральная премия имени Тадеуша Варжало[3][4].